# Dorfkirche Niederbeuna

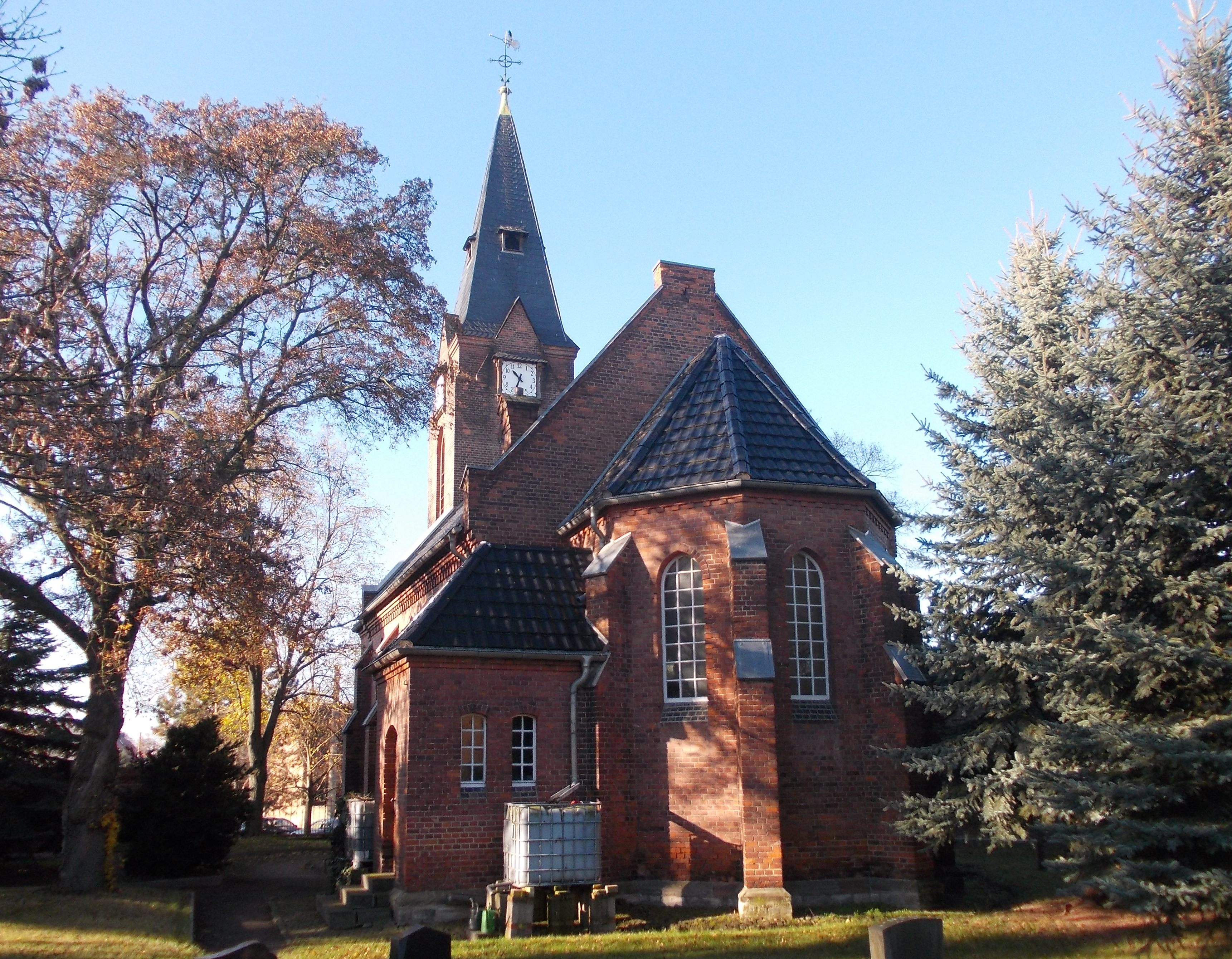
Dorfkirche Niederbeuna (2014)

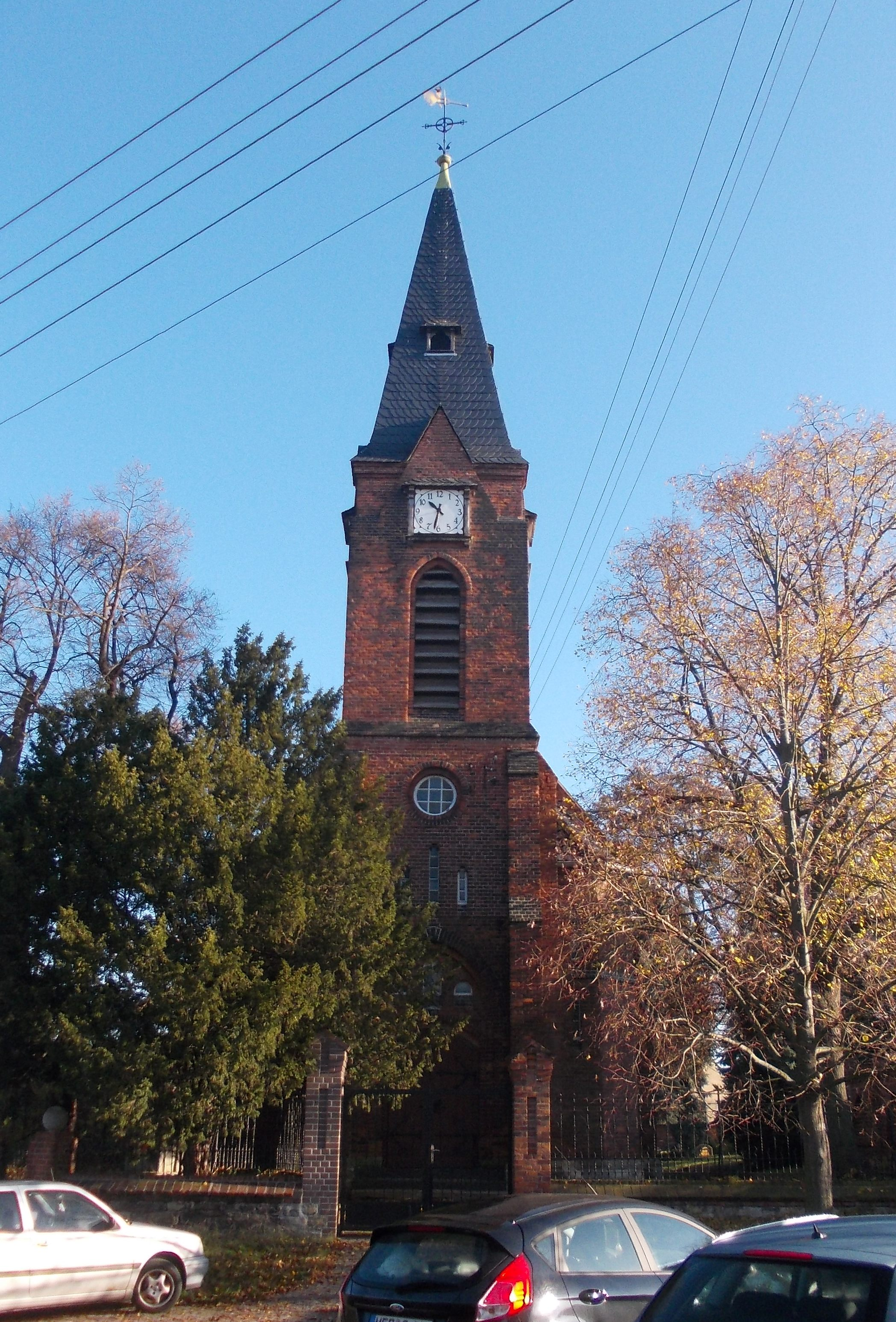
Dorfkirche Niederbeuna (2014)

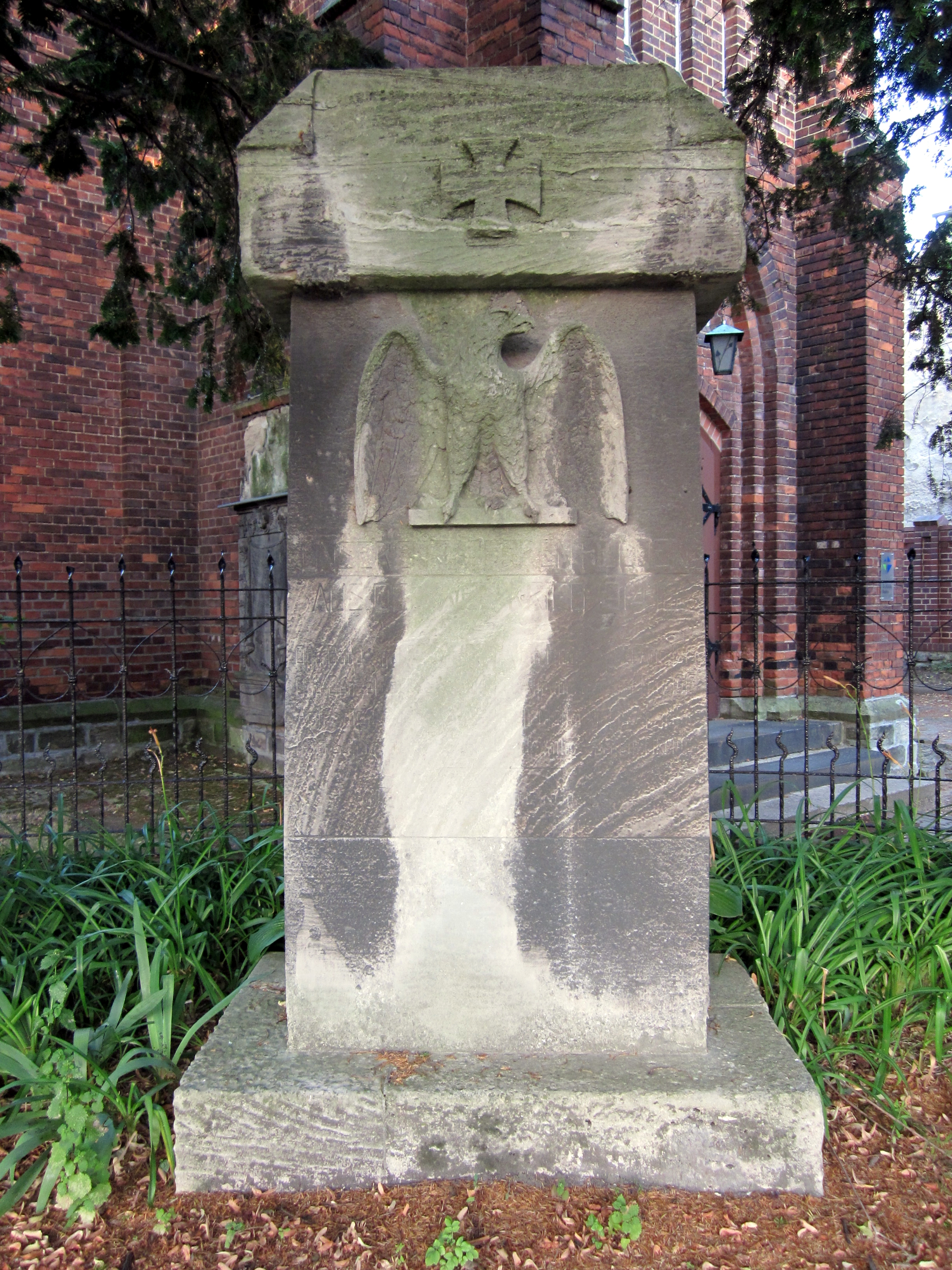
Kriegerdenkmal (2014)

Die Dorfkirche Niederbeuna ist das evangelische Gotteshaus von Niederbeuna. Sie befindet sich heute in der Ortschaft Beuna in der Stadt Merseburg im Saalekreis in Sachsen-Anhalt. Das Kirchengebäude steht als Baudenkmal unter Denkmalschutz und ist im Denkmalverzeichnis mit der Erfassungsnummer 094 20398 enthalten. Die Kirche befindet sich in der Kirchengemeinde Unteres Geiseltal im Pfarrbereich Merseburg Dom in der Region Merseburg im Kirchenkreis Merseburg, wird aber aktuell nicht für Gottesdienste genutzt.

## Lage und Einordnung
Das heutige Beuna bestand aus zwei Dörfern dieses Namens, die in Ober- und Niederbeuna unterschieden wurden. Beide besaßen eine Pfarrkirche, so dass seit dem Zusammenschluss der Dörfer im Jahr 1934 zumeist eine der beiden Kirchen vernachlässigt wurde. Die Kirchen stehen nur zirka 500 Meter voneinander entfernt. Bei beiden hat sich das Patrozinium nicht erhalten, weshalb man die Kirche von Oberbeuna heute nach ihrem Architekten „Hoppenhaupt-Kirche“ nennt, die von Niederbeuna hingegen schlicht „Dorfkirche“.

## Geschichte
Erstmals wird ein Pfarrer in Beuna im Jahr 1320 im Merseburger Güterverzeichnis erwähnt. Es ist aber unklar, welche der beiden Kirchen damit gemeint war, denn der Ortsname lautet dort ohne Zusatz nur Bunowe. Beide Beuna-Dörfer gehörten im Mittelalter zum Sprengel Merseburg im Bistum Merseburg. Im Dreißigjährigen Krieg brannte die Kirche im Jahr 1634 nieder und wurde erst nach Kriegsende im Jahr 1652 wieder aufgebaut. Im 18. Jahrhundert gab es Streit um das Kirchenpatronat. Im Jahr 1819 ist die Kirche von Niederbeuna als Pfarrkirche nachweisbar, ebenso die von Oberbeuna. In der heutigen Gestalt ist die Kirche ein Neubau aus den Jahren 1891 und 1892.

## Baubeschreibung
Die neugotische Backsteinkirche orientiert sich an der norddeutschen Backsteingotik und besteht aus Westturm, Kirchenschiff und Chor. Neben neugotischen Fenstern in verschiedenen Ausführungen finden sich auch Rundfenster und Fenster mit Segmentbogen. Am Turm ragen Uhrgiebel in den Bereich des Turmdachs, am Schiff und am polygonalen Chor finden sich Friese und Stützpfeiler als Gestaltungselemente. Im Tympanon des Westportals finden sich drei gotisch spitze Fenster.
Das Inventar stammt teilweise aus dem Vorgängerbau. So finden sich an der Emporenbrüstung vier Gemälde aus dem 17. Jahrhundert, die von der Kanzel des Vorgängers stammen und neben Salvator mundi drei Evangelisten darstellen. An der Außenseite der Kirche befinden sich drei barocke Grabsteine der Familie Kannewurf aus der Zeit um das Jahr 1680. Die Orgel wurde 1892 erbaut und besitzt mechanische Schleifladen und zwei Manuale.

### Kriegerdenkmal
An der Westseite der Kirche steht auf dem Kirchhof ein Kriegerdenkmal für die Gefallenen des Ersten Weltkriegs. An der quaderförmigen Stele befinden sich Reliefs eines Adlers und des Eisernen Kreuzes. Die Namen der Gefallenen sind nicht mehr lesbar, wurden aber rekonstruiert. Es handelte sich um acht Bewohner Niederbeunas, die zwischen die Widmung „UNSEREN TAPFEREN HELDEN AUS DEM WELTKRIEG 1914-18“ und die Widmung „In Dankbarkeit. Gemeinde Niederbeuna.“ geschrieben standen. Es wurde am 13. September 1925 eingeweiht und stammt vom Merseburger Bildhauer Grunicke.